# Quai de Conti
Der Quai de Conti (umgangssprachlich «quai Conti») ist eine Straße am linken Ufer der Seine in Paris.

## Namensursprung
Der Quai de Conti wurde zwischen den 5. November 1655 und dem 10. Juli 1662 erbaut, und in der Zeit von 1851 bis 1853 renoviert und erweitert. Er hat seinen Namen vom Hôtel de Conti, dessen  Haupteingang sich dort befand. An seiner Stelle wurde 1771 das Hôtel de la Monnaie (heute Monnaie de Paris) errichtet.

## Lage
Der Quai de Conti beginnt an der Rue Dauphine 2 und dem Pont Neuf, läuft entlang des Quartier de la Monnaie im 6. Arrondissement sowie der Place de l’Institut (hier befindet sich das Institut de France und gegenüber der Pont des Arts) und endet nach 360 Metern an der westlichen Ecke des Institut de France bzw. der Rue de Seine, wo der Quai Malaquais beginnt. Er ist eine Einbahnstraße mit westlicher Fahrtrichtung.
Entlang des Quais verkehren die Linienbusse der RATP 24, 27, 58, 70.

## Geschichte
Der Quai de Conti wurde im Jahr 1313 als erste Uferbefestigung in Paris (gemeinsam mit dem Quai des Grands Augustins) angelegt. Er trug anfangs den Namen Quai de Nesle (wegen der Nähe zur Tour de Nesle, die sich dort erhob). Später hieß er Quai Guénégaud (nach dem Hôtel de Guénégaud) und dann Quai Conti (nach dem Hôtel de Conti, das hier seinen Haupteingang hatte). 1781 wurde er in Quai de la Monnaie umbenannt und 1792 in Quai de l’Unité. Der Teil westlich des Palais de l’Institut wurde auch als Quai des Quatre Nations bezeichnet.

## Sehenswürdigkeiten

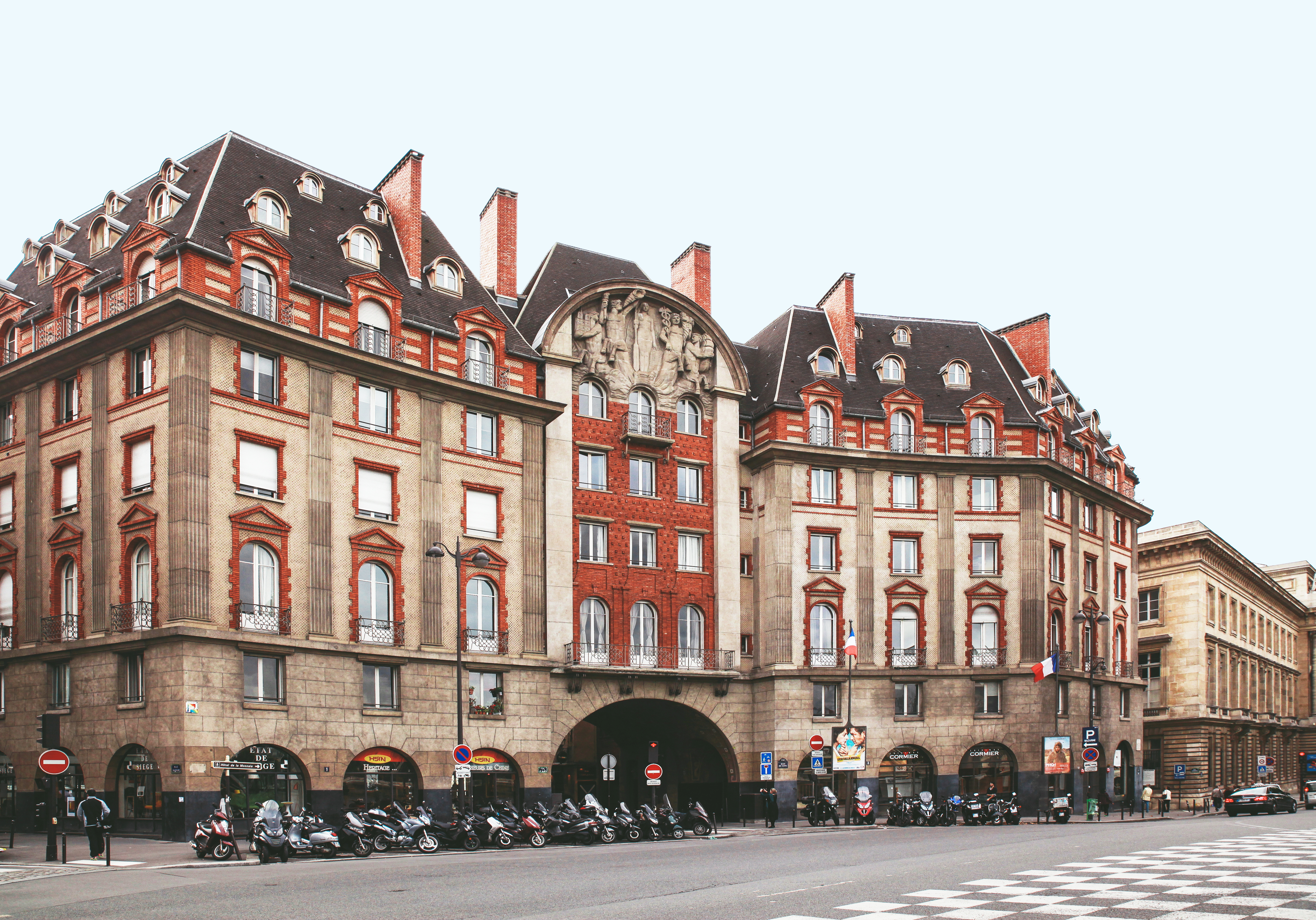
Nr. 1: Unter dem Torbogen führt die Rue de Nevers durch.

- Haus Nr. 1: Drei Gebäude aus dem Jahr 1932, die an die Ziegel- und Steinarchitektur des frühen 17. Jahrhunderts der Place Dauphine erinnern, entworfen vom Architekten Joseph Marrast und vom Bildhauer Carlo Sarrabezolles.
- Haus Nr. 11: Monnaie de Paris, auch ein Museum der Münzherstellung
- Haus Nr. 13: Hôtel de Sillery-Genlis[1];
- Haus Nr. 15: Hier verbrachte Patrick Modiano, Nobelpreisträger für Literatur 2014, mit Ausnahme der Zeiten, die er in Internaten oder bei Freunden der Eltern untergebracht war, seine Kindheit; seine Eltern hatten die Wohnung Anfang der 1940er Jahre von Maurice Sachs übernommen.[2]
- Palais de l'Institut (Nr. 23–25)
- (nicht mehr existent) Hôtel de Nesle, am Anfang des Quai
- (nicht mehr existent) Tour de Nesle, beim Ostflügel des Institut de France (zwei Plaketten an der Fassade zum Quai weisen auf den Standort hin)

## In der Literatur
In Marcel Prousts Roman Auf der Suche nach der verlorenen Zeit liegt der Salon von Madame Verdurin am Quai de Conti.

## Galerie

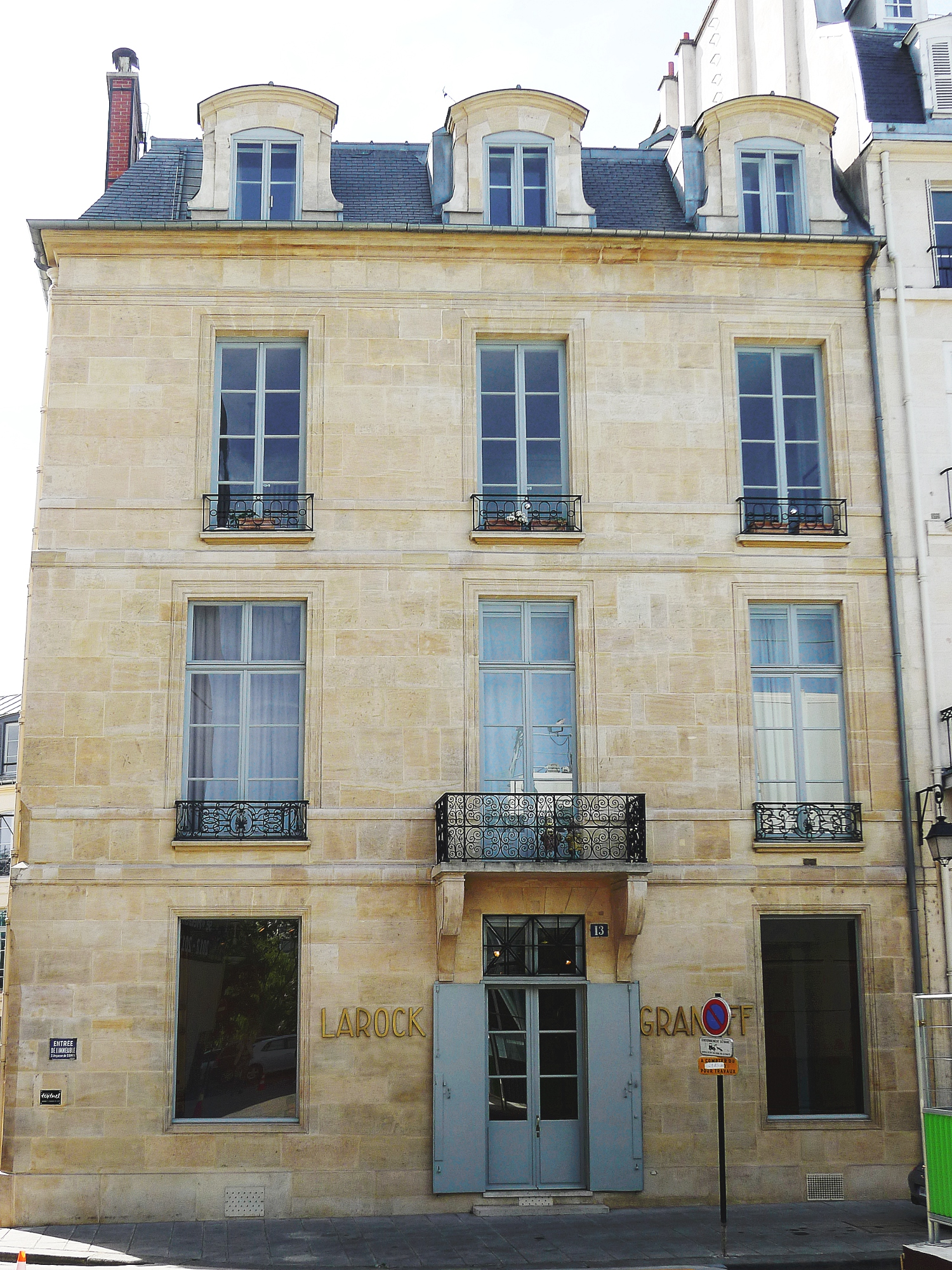
Hôtel Sillery-Genlis N° 13
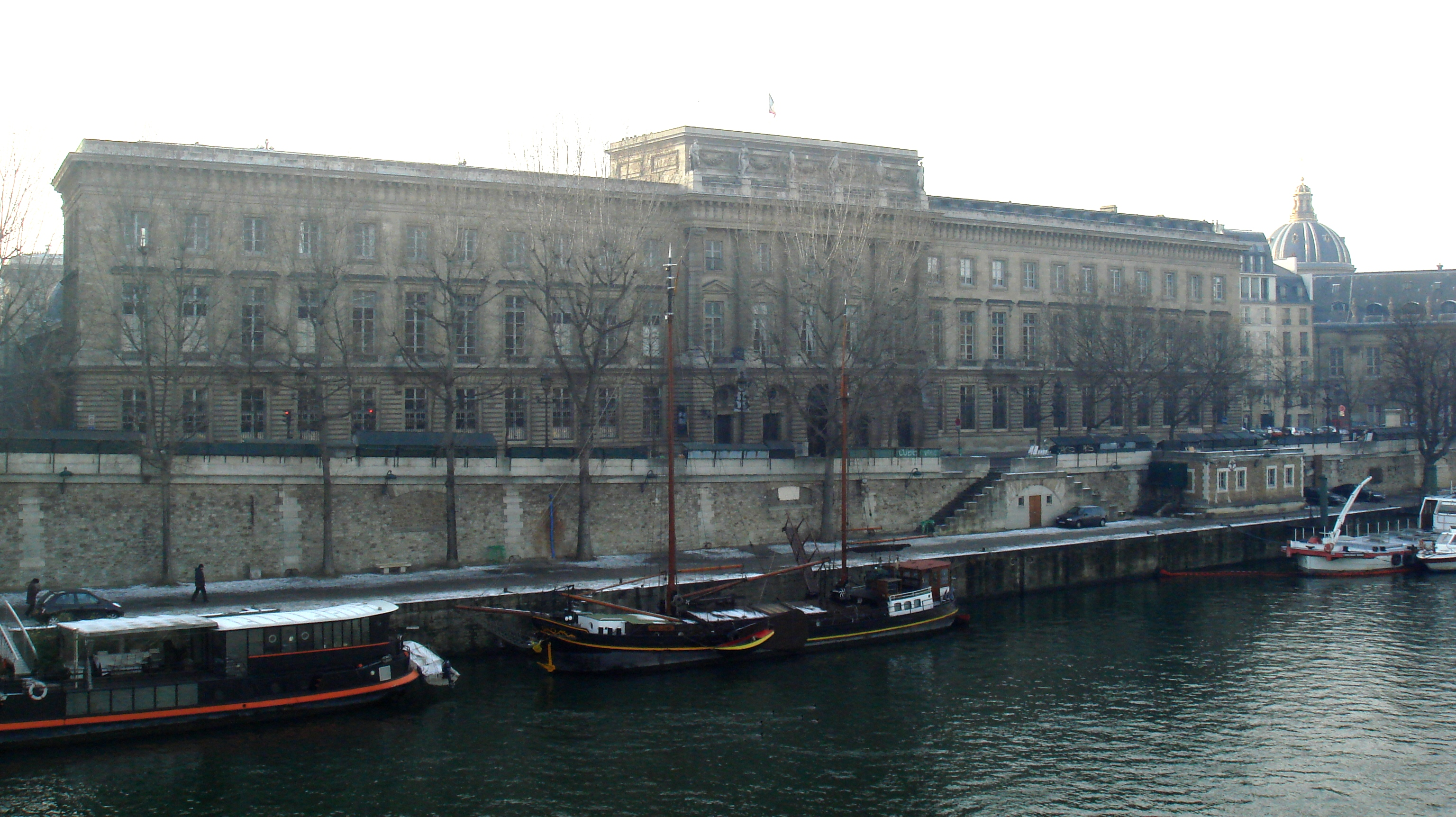
L’Hôtel des Monnaies N° 11
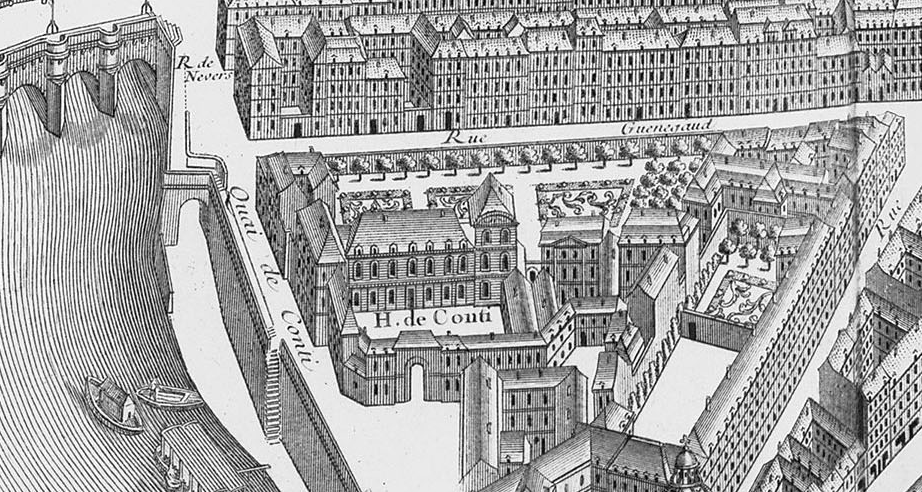
Quai de Conti mit dem ehemaligen Hôtel de Conti auf dem Plan de Turgot, um 1737
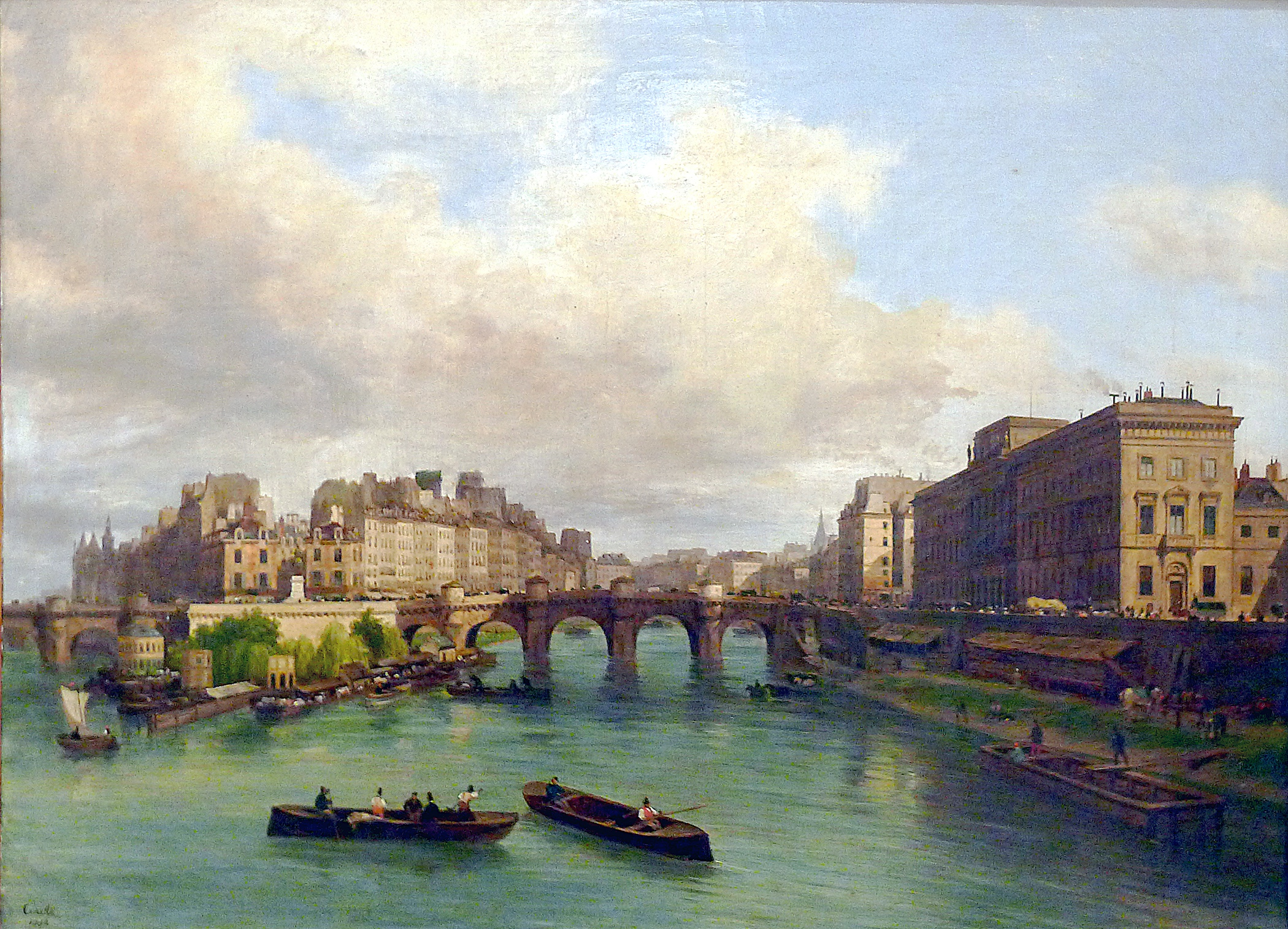
Giuseppe Canella, Le Pont-Neuf, la Cité, la Monnaie et le quai de Conti (1832) Musée Carnavalet (Paris). Rechts davon liegt der Quai de Conti.
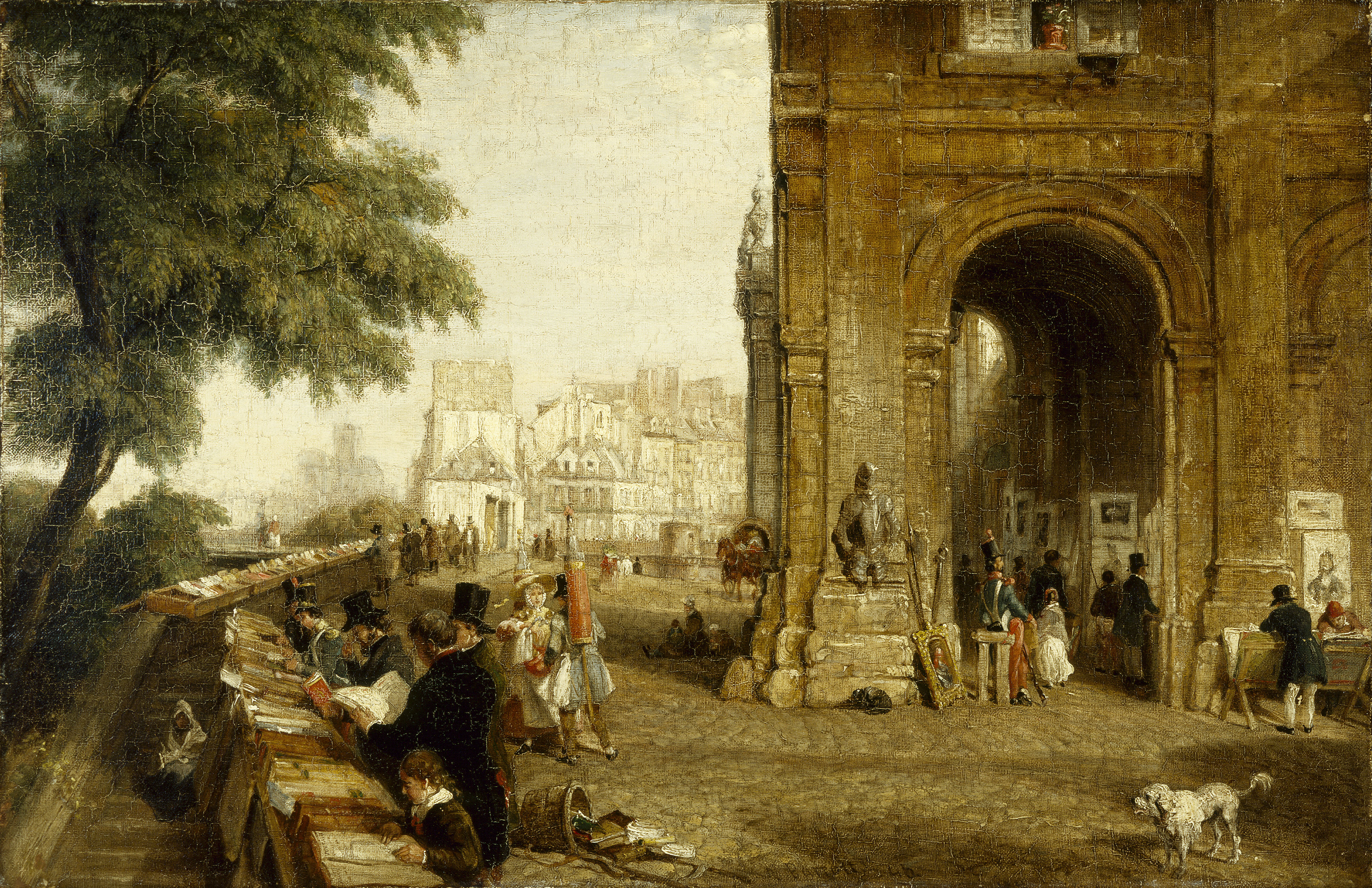
William Parrott, Le Quai de Conti sous Louis-Philippe, Musée Carnavalet (Paris).
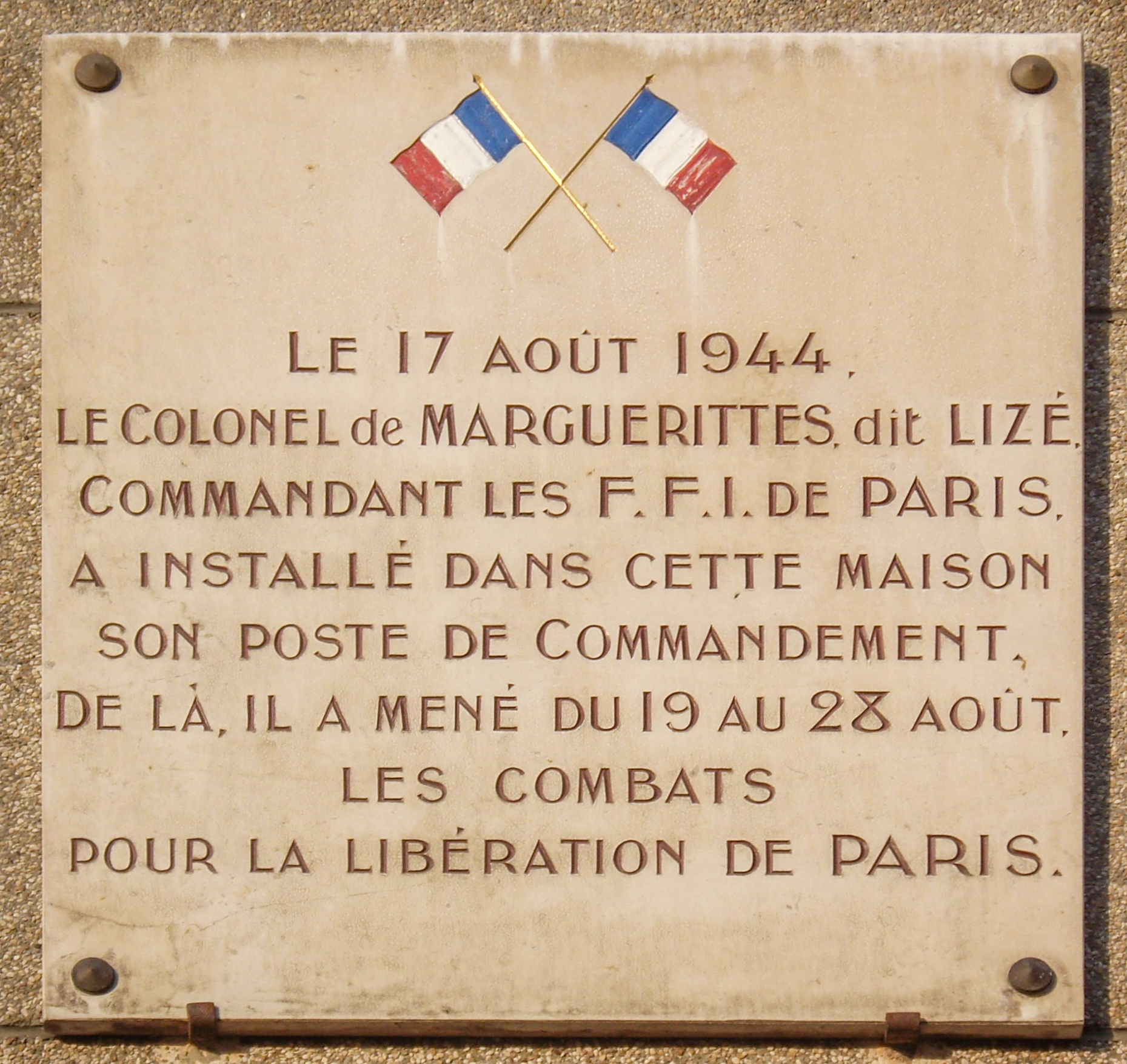
Erinnerungstafel an N° 5